# Subaru Justy
Subaru Justy – samochód subkompaktowy o nadwoziu hatchback produkowany od roku 1984 przez Subaru. Ostatnia generacja, która oparta jest na lekko zmodyfikowanym Daihatsu Sirion, została zaprezentowana na 2007 Frankfurt Motor Show, do napędu posłużył trzycylindrowy rzędowy silnik o pojemności jednego litra, moc przenoszona jest na oś przednią poprzez pięciobiegową manualną skrzynię biegów.

## Opis modelu
Samochód był opracowywany a następnie produkowany w Japonii. Wprowadzenie modelu na rodzimy rynek nastąpiło w roku 1984. Wersje przygotowane na sprzedaż na terenie Stanów Zjednoczonych oraz Wielkiej Brytanii wprowadzono w roku 1987. W roku 1989 wszystkie wersje przeszły modernizację wyglądu.
W latach 1987–1994 na terenie Stanów Zjednoczonych sprzedawane były jedynie egzemplarze wyprodukowane w Japonii. W 1988 Justy otrzymał napęd 4WD, trzy lata później (1991) seryjnie montowano silniki z wtryskiem paliwa. W latach 1991–1994 dostępna była czterodrzwiowa wersja modelu. Rocznik '95 był dostępny na rynku kanadyjskim.

## Inne wersje Justy
Po roku 1994 Subaru sprzedawało pod nazwą Justy również lekko zmodyfikowane modele innych marek:
- W roku 1994 Subaru wprowadziło na rynek europejski lekko zmodyfikowaną wersję samochodu Suzuki Swift zmieniając jej nazwę na Justy. Samochód montowany był w węgierskiej fabryce Suzuki, dostępny był jako 3- lub 5-drzwiowy hatchback. Można było wybrać wersję z napędem na obie osie.
- W roku 2004 na rynku europejskim oprócz modelu Suzuki Ignis model był też sprzedawany jako G3X Justy.
- W roku 2007 zaprezentowano nowe Subaru Justy, które jest bliźniaczą wersją Daihatsu Sirion, samochód jest produkowany w Japonii. Model jest oferowany też w Polsce.

W kilku innych krajach Subaru Justy sprzedawano jako Subaru Trendy lub 'J-series', J10 - wersja z silnikiem 1,0l, J12 - silnik 1,2l.
Na Tajwanie Subaru sprzedawało czterodrzwiowego sedana z silnikiem EF12 o mocy 80 hp opartego na Justy, model otrzymał nazwę Tutto.

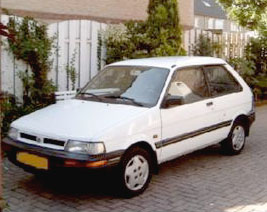
Pierwsza generacja Subaru Justy
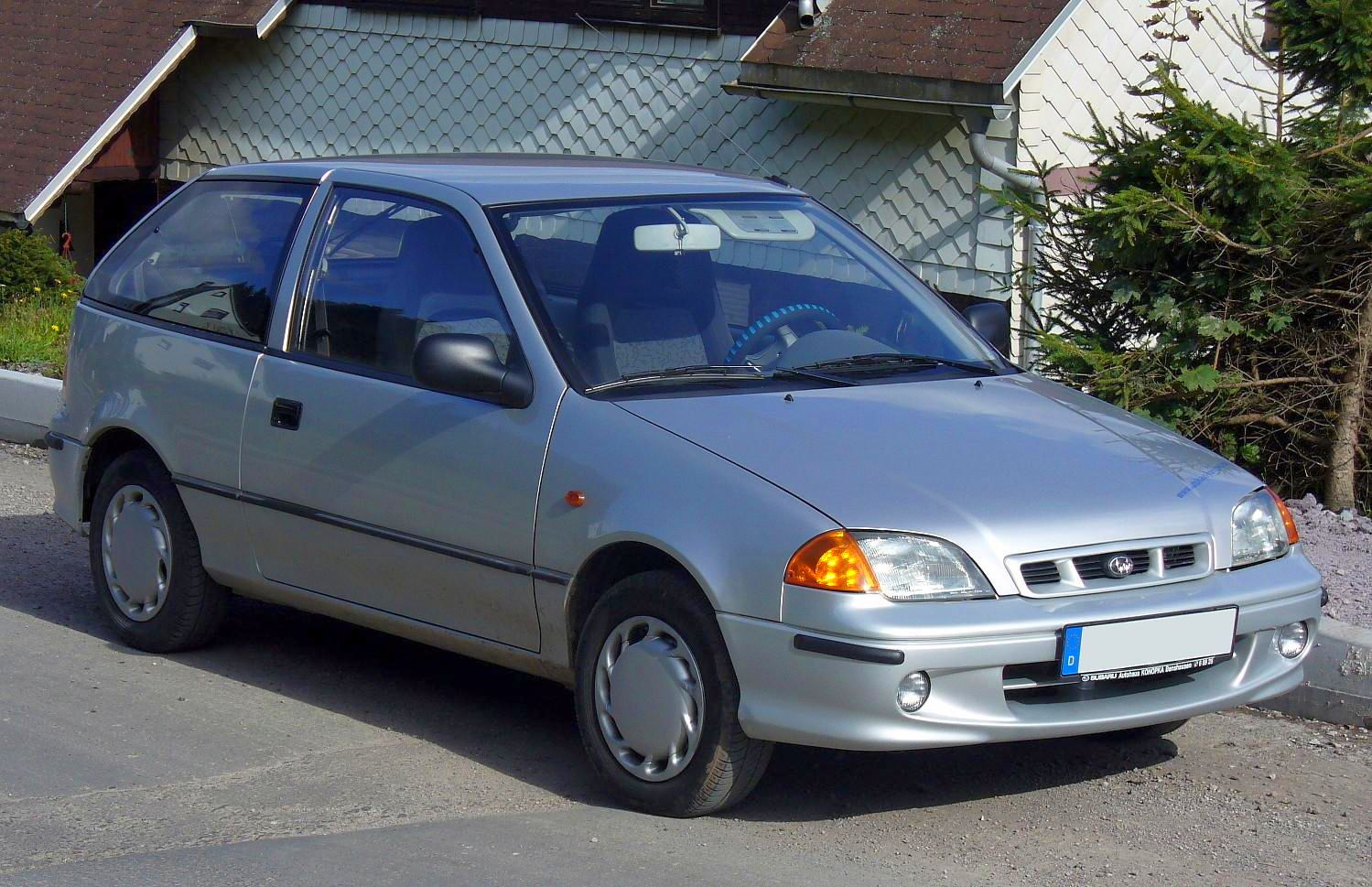
Druga generacja Subaru Justy
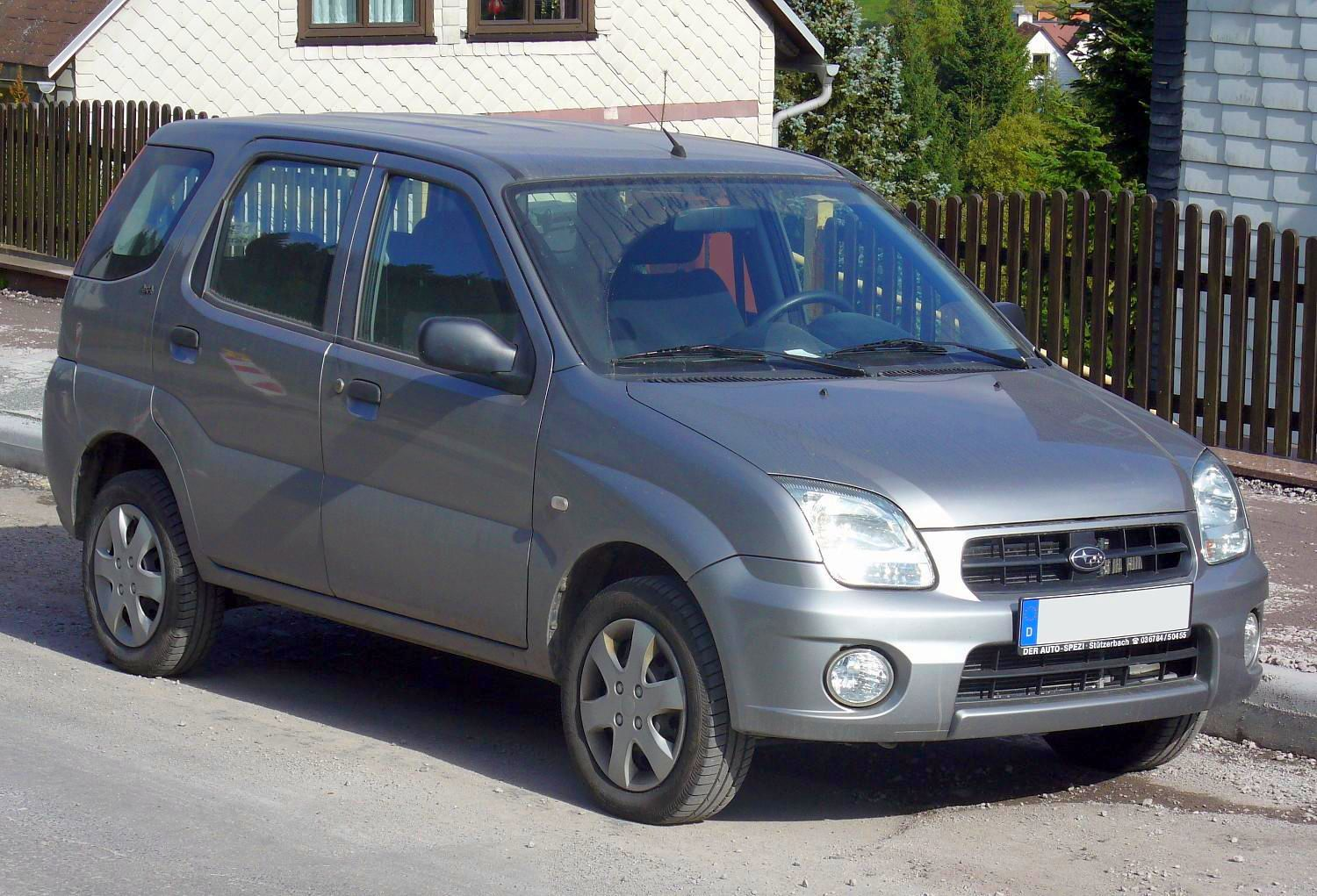
Trzecia generacja Subaru Justy